# Adria (nome)
Adria  è un nome proprio di persona italiano femminile.

## Varianti
- Maschili: Adrio[1]

## Origine e diffusione
Viene generalmente considerato un ipocoristico di Adriana, utilizzato talvolta anche autonomamente. È presente anche in inglese, dove può anche costituire una forma latinizzata di Audrey. 
In Italia, dove è sostenuto anche dal culto verso la santa così chiamata, è attestata anche una forma maschile, Adrio, che ha però scarsissima diffusione rispetto al femminile; è diffuso nel centro-nord, soprattutto in Toscana e nelle Marche.

## Onomastico
L'onomastico viene festeggiato il 2 dicembre in ricordo di santa Adria, martire a Roma sotto Valeriano.

## Il nome nelle arti
- Adria è un personaggio della serie televisiva di fantascienza Stargate SG-1.
- Adria è un personaggio della serie di videogiochi Diablo.
- Adria è il nome della protagonista del romanzo Vita e morte di Adria e dei suoi figli di Massimo Bontempelli (1930).